# Okręg Suczawa

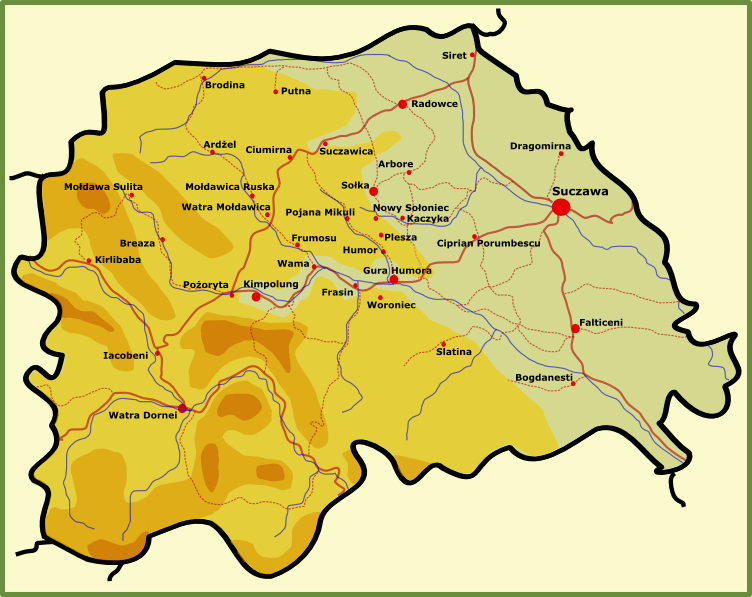
Bukowina

Dzisiejszy okręg Suczawa, z zaznaczoną Bukowiną południową

Suczawa – okręg w północnej Rumunii (Mołdawia), ze stolicą w mieście Suczawa. W 2011 roku liczył 634 810 mieszkańców. Okręg ma powierzchnię 8553 km², a gęstość zaludnienia w 2002 roku wynosiła 83 osoby/km².

## Struktura narodowościowa
Według spisu ludności z roku 2011 okręg Suczawa zamieszkiwały następujące narodowości:
- Rumuni - 92,7%
- Romowie - 1,9%
- Ukraińcy - 0,932%
- Polacy - 0,303%
- Rosjanie - 0,271%
- Niemcy - 0,113%
- Węgrzy - 0,029%
- Żydzi - 0,011%
- Włosi - 0,009%
- Turcy - 0,005%

## Miasta
- Broșteni
- Dolhasca
- Cajvana
- Fălticeni
- Frasin
- Gura Humorului
- Kimpulung Mołdawski (Câmpulung Moldovenesc)
- Liteni
- Milișăuți
- Radowce (Rădăuți)
- Salcea
- Seret (Siret)
- Solka (Solca)
- Suczawa (Suceava)
- Vatra Dornei
- Vicovu de Sus.

## Gminy
- Adâncata
- Arbore
- Baia
- Bălăceana
- Bălcăuți
- Berchișești
- Bilca
- Bogdănești
- Boroaia
- Bosanci
- Botoșana
- Breaza
- Brodina
- Bunești
- Burla
- Cacica
- Calafindești
- Capu Câmpului
- Cârlibaba
- Ciocănești
- Ciprian Porumbescu
- Comănești
- Cornu Luncii
- Coșna
- Crucea
- Dărmănești
- Dolhești
- Dorna-Arini
- Dorna Candrenilor
- Dornești
- Drăgoiești
- Drăgușeni
- Dumbrăveni
- Fântâna Mare
- Fântânele
- Forăști
- Frătăuții Noi
- Frătăuții Vechi
- Frumosu
- Fundu Moldovei
- Gălănești
- Grămești
- Grănicești
- Hănțești
- Hârtop
- Horodnic de Jos
- Horodnic de Sus
- Horodniceni
- Iacobeni
- Iaslovăț
- Ilișești
- Ipotești
- Izvoarele Sucevei
- Mălini
- Mănăstirea Humorului
- Marginea
- Mitocu Dragomirnei
- Moara
- Moldova-Sulița
- Moldovița
- Mușenița
- Ostra
- Paltynosa
- Panaci
- Pârteștii de Jos
- Pătrăuți
- Poiana Stampei
- Poieni-Solca
- Pojorâta
- Preutești
- Putna
- Rădășeni
- Râșca
- Sadova
- Satu Mare
- Siminicea
- Slatina
- Straja
- Stroiești
- Stulpicani
- Sucevița
- Șaru Dornei
- Șcheia
- Șerbăuți
- Todirești
- Udești
- Ulma
- Vadu Moldovei
- Valea Moldovei
- Vama
- Vatra Moldoviței
- Verești
- Vicovu de Jos
- Voitinel
- Volovăț
- Vulturești
- Zamostea
- Zvoriștea